# Arcani maggiori

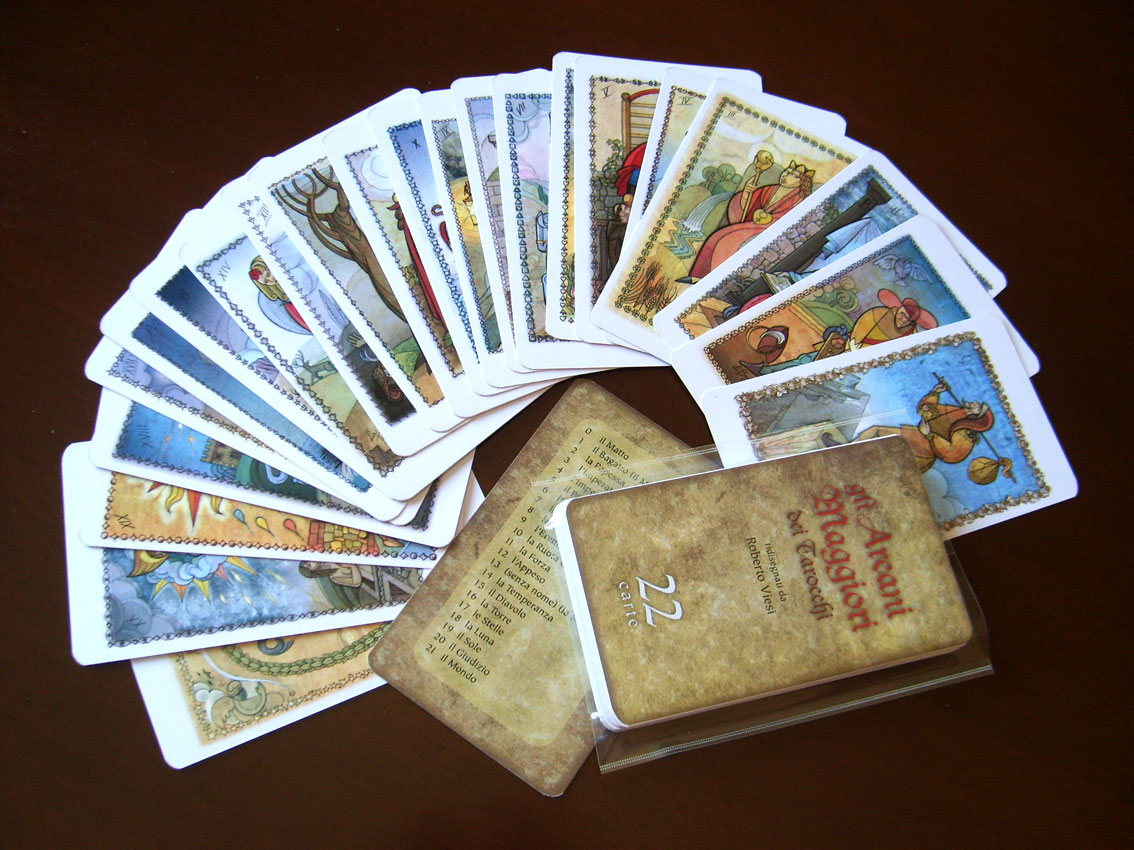
Le 22 carte degli arcani maggiori disegnate da Roberto Viesi

Gli arcani maggiori o trionfi sono un gruppo di carte dei tarocchi.
Nei mazzi moderni sono ventidue carte, generalmente numerate da 1 a 21, cui fuori serie si aggiunge il Matto, che ha un ruolo particolare (ad esempio nel gioco di carte equivale al Jolly).
Nella cartomanzia, gli arcani maggiori costituiscono le carte più dense di significato esoterico.

## Elenco degli arcani maggiori
| Numero | Carta         |
| ------ | ------------- |
| 0      | Il Matto      |
| 1      | Il Bagatto    |
| 2      | La Papessa    |
| 3      | L'Imperatrice |
| 4      | L'Imperatore  |
| 5      | Il Papa       |
| 6      | Gli Amanti    |
| 7      | Il Carro      |
| 8      | La Giustizia  |
| 9      | L'Eremita     |
| 10     | La Ruota      |
| 11     | La Forza      |
| 12     | L'Appeso      |
| 13     | La Morte      |
| 14     | La Temperanza |
| 15     | Il Diavolo    |
| 16     | La Torre      |
| 17     | La Stella     |
| 18     | La Luna       |
| 19     | Il Sole       |
| 20     | Il Giudizio   |
| 21     | Il Mondo      |

## Come si giocano
Nel gioco dei tarocchi, possono essere utilizzati oltre alle 56 carte tradizionali anche i trionfi. Questi possono essere considerati come il quinto seme del mazzo e giocano il ruolo della "briscola" o dell'"atout", ossia del seme più forte.

## Come si leggono
Esistono tecniche di lettura nella cartomanzia che prevedono l'utilizzo dei soli arcani maggiori; generalmente sono considerate tecniche di lettura rapida.
Le tecniche più complesse prevedono invece l'utilizzo di tutte e 78 le carte dei mazzi moderni. Quando si utilizzano queste tecniche, gli arcani maggiori sono le carte più dense di significato, contrapposte agli arcani minori che servono solamente a precisare il contesto in cui i cartomanti interpretano gli arcani maggiori.

## Gli arcani nell'arte
Nati come gioco e passatempo di corte, della creazione degli appositi mazzi dei tarocchi furono naturalmente incaricati gli artisti di corte. Molti di quei mazzi, più o meno completi, sono giunti ai nostri giorni tra i quali, famosi, sono quelli dei Visconti. Artisti rinascimentali famosi vi si sono cimentati, come Bonifacio Bembo, Andrea Mantegna e Sandro Botticelli. Ma anche in tempi più recenti i temi proposti da queste carte hanno stimolato vari artisti: Renato Guttuso, Leonor Fini, Gian Paolo Dulbecco, Franco Gentilini, Ugo Pierri, Emanuele Luzzati.

## Influenze nella letteratura e nei media
- Pietro Aretino, Sonetto XXXII in Pasquinata per l'elezione di Adriano VI (1521). È sicuramente divinatorio il metodo scelto da Pietro Aretino per scegliere il futuro papa: a ciascun cardinale viene distribuita una carta degli Arcani maggiori.
- Matteo Maria Boiardo, ''Cinque capituli sopra el Timore, Zelosia, Speranza, Amore et uno Triompho del Mondo (1523). In queste terzine ci sono giochi verbali in relazione ad alcune figure dei tarocchi.
- Troilo Pomeran, Triomphi (1534). I Trionfi sono abbinati a sonetti laudativi, dedicati a famose gentildonne.
- Pietro Aretino, Le carte parlanti (1543). Un curioso dialogo in prosa sul significato del gioco della vita. Un cartaio si lamenta delle sue carte, scompigliate sicuramente da un diavolo. Le carte, offese, gli rispondono raccontando le loro origini mitiche.
- Teofilo Folengo, Chaos del Tri per uno (1546). Sonetti in relazione con i Trionfi.
- Italo Calvino, Il castello dei destini incrociati (1973). La narrazione è accompagnata, quasi in ogni pagina, da riproduzioni di carte dei tarocchi, in varie combinazioni. Da queste Calvino fa scaturire diversi racconti.
- Un romanzo di Lynn C. Miller, The Fool's Journey (2002), è diviso in 22 capitoli che iniziano con il Matto e terminano con il Mondo.[3]
- Nell'anime Yu-Gi-Oh! GX Sartorius ha nel suo deck dei mostri raffiguranti gli arcani maggiori, di cui alcuni in seguito furono inseriti nel gioco di carte collezionabili con il nome di Energia Arcana, la cui meccanica si basa su due effetti decisi casualmente dal lancio di una moneta.
- In Stardust Crusaders, terza parte del manga Le bizzarre avventure di JoJo, i vari protagonisti e antagonisti possiedono poteri definiti Stand. Se nelle serie successive i nomi degli Stand vengono attribuiti a gruppi musicali o artisti, la principale ispirazione per i nomi degli Stand nella terza serie deriva dai nomi degli Arcani Maggiori. In particolare, il protagonista Jotaro Kujo ha uno stand basato sulla Stella, Star Platinum, mentre il nemico, Dio Brando, utilizza uno Stand che ha come nome The World, ovvero il Mondo.
- Il gioco di ruolo Sine Requie fa largo uso dei tarocchi nel suo regolamento, in sostituzione ai più classici dadi.

### Nei videogiochi
- Gli arcani sono un punto focale nella serie di videogiochi Shin Megami Tensei: Persona della Atlus.
- La visual novel giapponese La storia della Arcana Famiglia, da cui è stata adattata poi una serie televisiva anime, prende spunto dagli Arcani Maggiori.
- Nel gioco The Binding of Isaac e nel suo remake, rappresentano degli oggetti consumabili che donano degli effetti o degli oggetti all'utilizzatore.
- Nella serie Boktai, varie carte dei tarocchi rappresentano oggetti consumabili per ripristinare vita, energia, o, nel caso della Morte, sconfiggere l'utilizzatore
- Esiste un gioco sullo store chiamato The Arcana in cui i personaggi incontrati mano a mano nella storia rappresentano ognuno un arcano maggiore.
- Nella serie The House of the Dead (uno sparatutto su binari da cabinato) il nome del boss presente alla fine di ogni livello si rifá ad una carta degli arcani maggiori.
- Nel gioco Cyberpunk 2077 diversi trofei presentano il nome degli arcani maggiori.[4]
- Nel videogioco The Quarry, gli arcani maggiori sono oggetti collezionabili.
- Nel videogioco Phasmophobia dieci arcani maggiori (Il folle, la ruota, la torre, il diavolo, la morte, l'eremita, il sole, la luna, la papessa e l'appeso) sono possessioni maledette che hanno degli effetti.